# Notiochelidon murina
Notiochelidon murina е вид птица от семейство Лястовицови (Hirundinidae).

## Разпространение
Видът е разпространен в Боливия, Венецуела, Еквадор, Колумбия и Перу.